# زنبور العفص
زنبور العفص (الاسم العلمي: Diplolepis)، جنس حشرات من غشائيات الأجنحة وفصيلة الآبرات.